# Daisuke Nakamori
Daisuke Nakamori (født 10. juli 1974) er en tidligere japansk fodboldspiller.
Han har spillet for flere forskellige klubber i sin karriere, herunder Montedio Yamagata.